# Working My Way Back to You
Working My Way Back to You ist ein Lied der US-amerikanischen Popgruppe The Four Seasons aus dem Jahr 1966, das vom Songwriterduo Sandy Linzer und Denny Randell geschrieben wurde. Es erschien auf dem gleichnamigen Album.

## Das Original von den Four Seasons
Das bereits 1966 aufgenommene Original von den Four Seasons war das einzige Lied der Band, das mit dem Bassisten/Basssänger Charlie Calello aufgenommen wurde. Später nahm Nick Massi Calellos Rolle ein. Die Veröffentlichung des Rocksongs war am 28. Januar 1966.
Der Song handelt von einem Mann, der seine Frau betrogen und auf emotionale Weise missbraucht hat. Nachdem sie geht, bemerkt er, dass er sie liebt, weshalb er angesichts seiner Tat Reue zeigt.

## Coverversionen von den Spinners
Im Jahr 1979 nahm die US-amerikanische Soul-Vokalgruppe The Spinners ein Medley aus Working My Way Back to You und Forgive Me Girl, das für sie von Michael Zager geschrieben und produziert wurde, für ihr Album Dancin’ and Lovin’ neu auf. Das Disco-Soul-Medley erschien im Dezember 1979, Anfang 1980 war es in Großbritannien auf Platz eins. In den USA erreichte es Platz 2 und war ein Millionenseller.

## Andere Coverversionen
- 1980: Karel Gott (Wenn’s auch schneit/Léto jak má být)
- 1994: Boyzone